# NGC 3189
NGC 3189 je zvjezdana asocijacija u zviježđu Lavu.

## Vanjske poveznice
- SEDS: NGC 3189